# Mimang
Mimang ist ein romantisches Filmdrama von Taeyang Kim. Der Film feierte im September 2023 beim Toronto International Film Festival seine Premiere.

## Handlung
Eine Frau trifft zufällig in den Straßen von Seoul einen alten Freund wieder, der ihr erzählt, dass er gerade an einem Kurs in Urban Sketching teilnimmt.

## Produktion
Regie führte Taeyang Kim, der auch das Drehbuch schrieb. Mimang ist sein Spielfilmdebüt. Er wurde in Busan geboren und studierte Film an der Konkuk-Universität. Vor Mimang drehte er die Kurzfilme Actors, Snail und The Handover.
Das Wort „Mimang“ hat im Koreanischen drei Bedeutungen. Erstens eine gewisse Orientierungslosigkeit und Unwissenheit, zweitens die Unfähigkeit zu vergessen, was man vergessen möchte und drittens weit und breit etwas suchen und alles im Auge zu behalten. Der Film ist ebenfalls in drei Kapitel unterteilt.
Lee Myung-ha spielt die junge Frau und Ha Seong-guk den jungen Mann, die sich zu Beginn des Films in Seoul begegnen. Jung Suji spielt seine Partnerin und Park Bong-Joon den Mann, der später ihr Partner werden will.

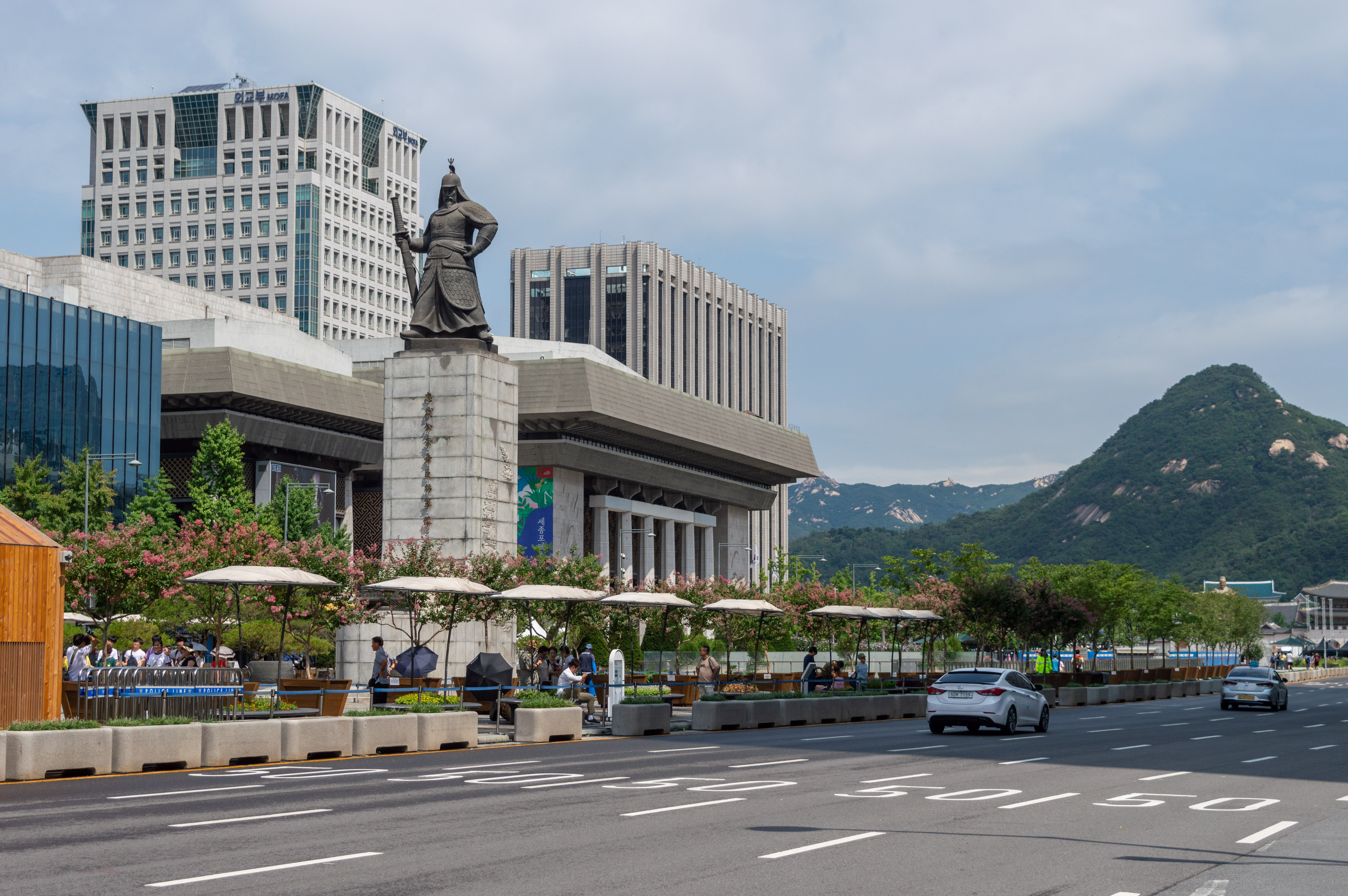
Seouls Prachtstraße Sejongno war einer der Drehorte des Films

Gedreht wurde über vier Jahre hinweg überwiegend in der südkoreanischen Hauptstadt Seoul, insbesondere in der Gegend rund um die Prachtstraße Sejongno. Über den Drehort sagte der Regisseur: "Seoul ist eine Stadt, die Vergangenheit und Gegenwart miteinander verbindet und sich wie ein Organismus ständig verändert. Ich glaube, dass dies nicht nur für Seoul, sondern auch für andere Städte auf der ganzen Welt der Fall sein könnte." Er hoffe, dass die Stadt im Film eine Metapher für die Beziehungen und Veränderungen in ihrem Inneren ist, so Taeyang Kim. Die Dreharbeiten mussten aufgrund der Coronavirus-Pandemie unterbrochen werden. Als Kameramann fungierte Kim Jin-hyeong.
Die Weltpremiere des Films fand am 10. September 2023 beim Toronto International Film Festival statt. Ende September, Anfang Oktober 2023 wurde er beim Zurich Filmfestival gezeigt. Im November 2023 erfolgten Vorstellungen beim Festival Internacional de Cine de Mar del Plata. Ende November 2023 wurde er beim Internationalen Filmfestival Mannheim-Heidelberg gezeigt. Ab Ende Januar 2024 wird er beim Göteborg Film Festival vorgestellt. Im Februar 2024 wird Mimamg beim Santa Barbara International Film Festival gezeigt.

## Auszeichnungen
Festival Internacional de Cine de Mar del Plata 2023
- Nominierung in Internationalen Wettbewerb[6]